# Dully
Dully ist eine politische Gemeinde im Distrikt Nyon des Kantons Waadt in der Schweiz.

## Geographie

Luftbild: Weiler Bourg d’Amont (1964)

Dully liegt auf 420 m ü. M., 7 km nordöstlich des Bezirkhauptortes Nyon (Luftlinie). Das Strassenzeilendorf erstreckt sich auf einem Vorsprung am Rand des Plateaus am Fuss der Waadtländer Côte, eingefasst vom Tälchen der Dullive im Westen und vom Genfersee im Osten, in aussichtsreicher Lage rund 50 m über dem Seespiegel.
Die Fläche des 1,7 km² grossen Gemeindegebiets umfasst einen kleinen Abschnitt am Nordwestufer des Genfersees. Der Gemeindeboden erstreckt sich vom Seeufer nach Nordwesten über den flachen Uferrandstreifen und den Hang hinauf bis auf die Terrasse am Fuss der Côte. Hier wird mit 428 m ü. M. die höchste Erhebung von Dully erreicht. Die westliche Grenze bildet der Bachlauf der Dullive, die mit einem kleinen Schwemmkegel in den Genfersee mündet; im Nordwesten verläuft die Grenze entlang dem Bach Fossy. Von der Gemeindefläche entfielen 1997 25 % auf Siedlungen, 17 % auf Wald und Gehölze und 58 % auf Landwirtschaft.
Zu Dully gehören die Weiler Bourg d’Amont (422 m ü. M.) und Saint-Bonnet (424 m ü. M.), beide am Rand des Plateaus zwischen der Dullive und dem Genfersee gelegen. Nachbargemeinden von Dully sind Gland, Luins, Bursins und Bursinel.

## Bevölkerung
Mit 626 Einwohnern (Stand 31. Dezember 2023) gehört Dully zu den kleinen Gemeinden des Kantons Waadt. Von den Bewohnern sind 66,2 % französischsprachig, 15,5 % englischsprachig und 10,4 % deutschsprachig (Stand 2000). Die Bevölkerungszahl von Dully belief sich 1850 auf 180 Einwohner, 1900 auf 181 Einwohner. Nachdem die Bevölkerung bis 1970 auf 125 Einwohner abgenommen hatte, setzte eine rasante Bevölkerungszunahme mit fast einer Vervierfachung der Einwohnerzahl innerhalb von 30 Jahren ein.

## Wirtschaft
Dully war bis in die zweite Hälfte des 20. Jahrhunderts ein vorwiegend durch die Landwirtschaft geprägtes Dorf. Noch heute spielt die Landwirtschaft als Erwerbszweig der Bevölkerung eine wichtige Rolle. Sie konzentriert sich auf den Weinbau am Steilhang unterhalb des Ortes sowie auf den Ackerbau. Weitere Arbeitsplätze sind im Dienstleistungssektor vorhanden. In den letzten Jahrzehnten hat sich das Dorf dank seiner attraktiven Lage zu einer Wohngemeinde entwickelt. Viele Erwerbstätige sind Wegpendler, die vor allem in Nyon arbeiten.

## Verkehr
Die Gemeinde liegt zwar abseits grösserer Durchgangsstrassen, ist aber verkehrstechnisch trotzdem gut erschlossen. Sie kann von der Hauptstrasse 1, die von Genf entlang dem Seeufer nach Lausanne führt, leicht erreicht werden. Durch einen Postautokurs, der von Gland nach Rolle verkehrt, ist das Dorf an das Netz des öffentlichen Verkehrs angebunden.

## Geschichte
Am Seeufer bei Dully wurden Reste einer Pfahlbausiedlung aus dem Neolithikum entdeckt. Zeugnisse späterer Besiedlung sind ein römischer Meilenstein und Gräber aus dem Frühmittelalter. Die erste urkundliche Erwähnung des Ortes erfolgte 1238 unter dem Namen Delui. Im 13. Jahrhundert erschienen auch die Bezeichnungen Dekuz und Diluth, danach Dullict und Dulicium und 1867 Dullit.
Im Mittelalter war Dully Sitz der Adelsfamilie von Dullit, die Vasallen der Herren von Prangins waren. Später wechselte der Besitzer von Dully mehrmals. Mit der Eroberung der Waadt durch Bern im Jahr 1536 kam das Dorf unter die Verwaltung der Vogtei Morges. Nach dem Zusammenbruch des Ancien Régime gehörte Dully von 1798 bis 1803 während der Helvetik zum Kanton Léman, der anschliessend mit der Inkraftsetzung der Mediationsverfassung im Kanton Waadt aufging. 1798 wurde es dem Bezirk Rolle zugeteilt.

## Sehenswürdigkeiten
Das Schloss von Dully, das auf das 15. Jahrhundert zurückgeht, wurde 1884 im Stil des Historismus umgestaltet und renoviert. Auf dem Gemeindegebiet von Dully befinden sich weitere Herrensitze und Villen.

## Persönlichkeiten
- Albert Skira (1904–1973), ein schweizerisch-französischer Verleger.